# Vincelottes
Vincelottes is een gemeente in het Franse departement Yonne (regio Bourgogne-Franche-Comté) en telt 310 inwoners (2004). De plaats maakt deel uit van het arrondissement Auxerre.

## Geografie
De oppervlakte van Vincelottes bedraagt 1,8 km², de bevolkingsdichtheid is 172,2 inwoners per km².
De onderstaande kaart toont de ligging van Vincelottes met de belangrijkste infrastructuur en aangrenzende gemeenten.

## Demografie
Onderstaande figuur toont het verloop van het inwonertal (bron: INSEE-tellingen).